# Тоголезский союз за демократию
Тоголезский союз за демократию (фр. Union togolaise pour la démocratie, UTD) — политическая партия Того, основана Эдемом Коджо в 1991 году. В 1999 вошла в объединённую партию Панафриканская патриотическая конвергенция.

## История
Тоголезский союз за демократию был образован в 1991 году Эдемом Коджо как отделившаяся от бывшей единственной легальной партии Объединение тоголезского народа. Партия выиграла 7 из 81 места на парламентских выборах 1994 года, во время которых она сформировала альянс с Комитетом действия за обновление для 2-го тура выборов, и в результате их оппозиционный альянс получил большинство мест в национальном собрании, победив правящую Объединение тоголезского народа. Хотя результаты в трёх местах были аннулированы, одно из которых было выиграно Союзом, партии сохраняли парламентское большинство.
Стороны выдвинули кандидатуру лидера Комитета действия за обновление Явови Агбоийбо на должность премьер-министра, но его кандидатура была отклонена президентом Гнассингбе Эйадемой, который вместо этого назначил Эдема Коджо. Это привело к выходу Комитета из альянса, который утверждал, что принятие Коджем поста нарушило их коалиционное соглашение. В результате Коджо сформировал правительство с Объединение тоголезского народа, в котором большинство министерских должностей отошло к правящей партии.
В 1999 году Эдем Коджо объединил свой Тоголезский союз за демократию с Партией действий за демократию Франсиса Эко, Партией демократов за единство и Союзом за демократию и солидарность Антуана Фоли, которые объединились в Панафриканскую патриотическую конвергенцию.

## Участие в выборах

### Парламентские выборы
| Год  | Голоса     | Голоса | Голоса | Места      | Места |
| Год  | Количество | %      | ±      | Количество | ±     |
| ---- | ---------- | ------ | ------ | ---------- | ----- |
| 1994 |            |        |        | 7 из 81    | 7 ▲   |